# 与論空港
与論空港（よろんくうこう、英: Yoron Airport）は、鹿児島県大島郡与論町（与論島）にある地方管理空港である。

## 概要

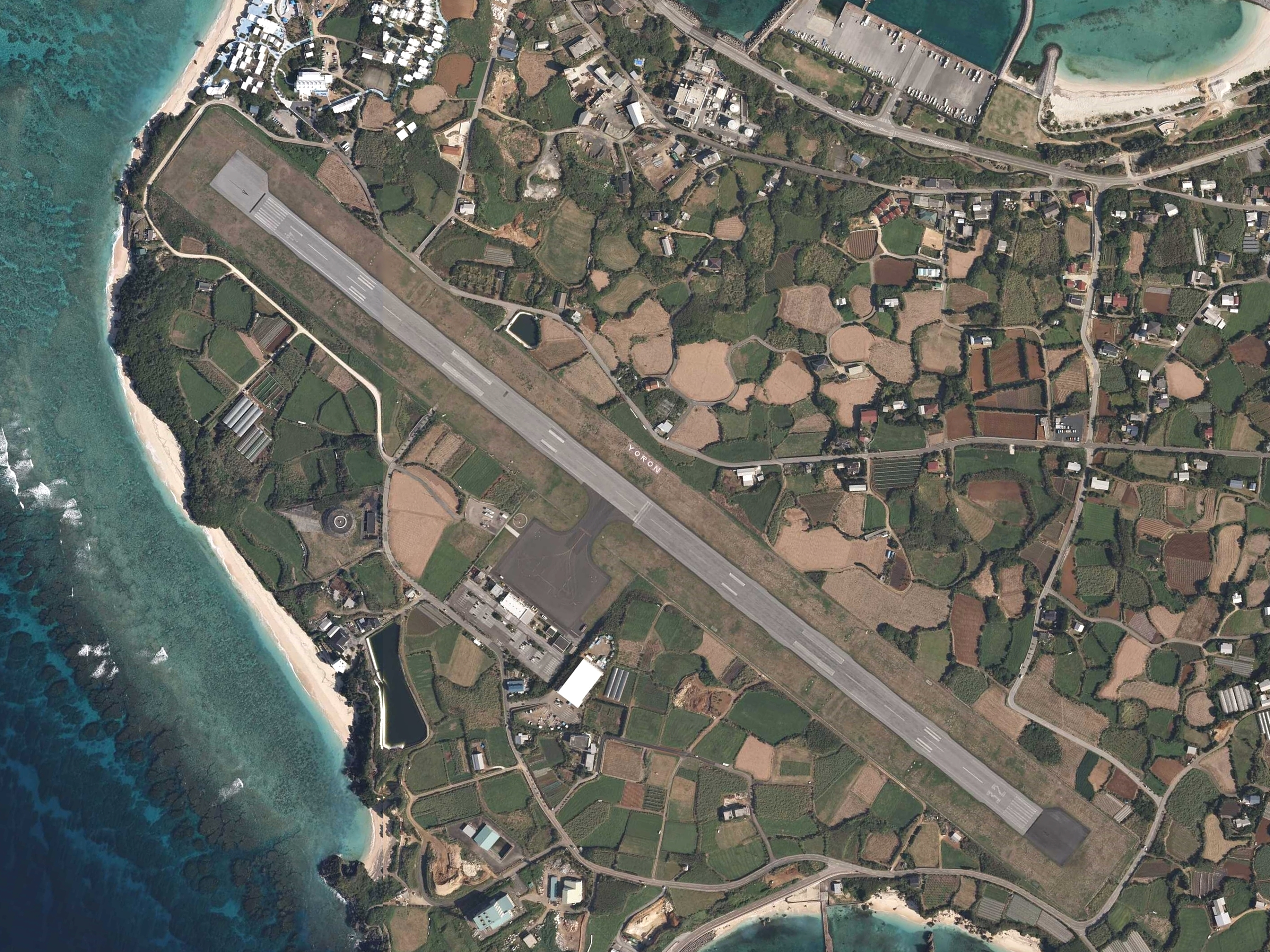
与論空港付近の空中写真（2022年）

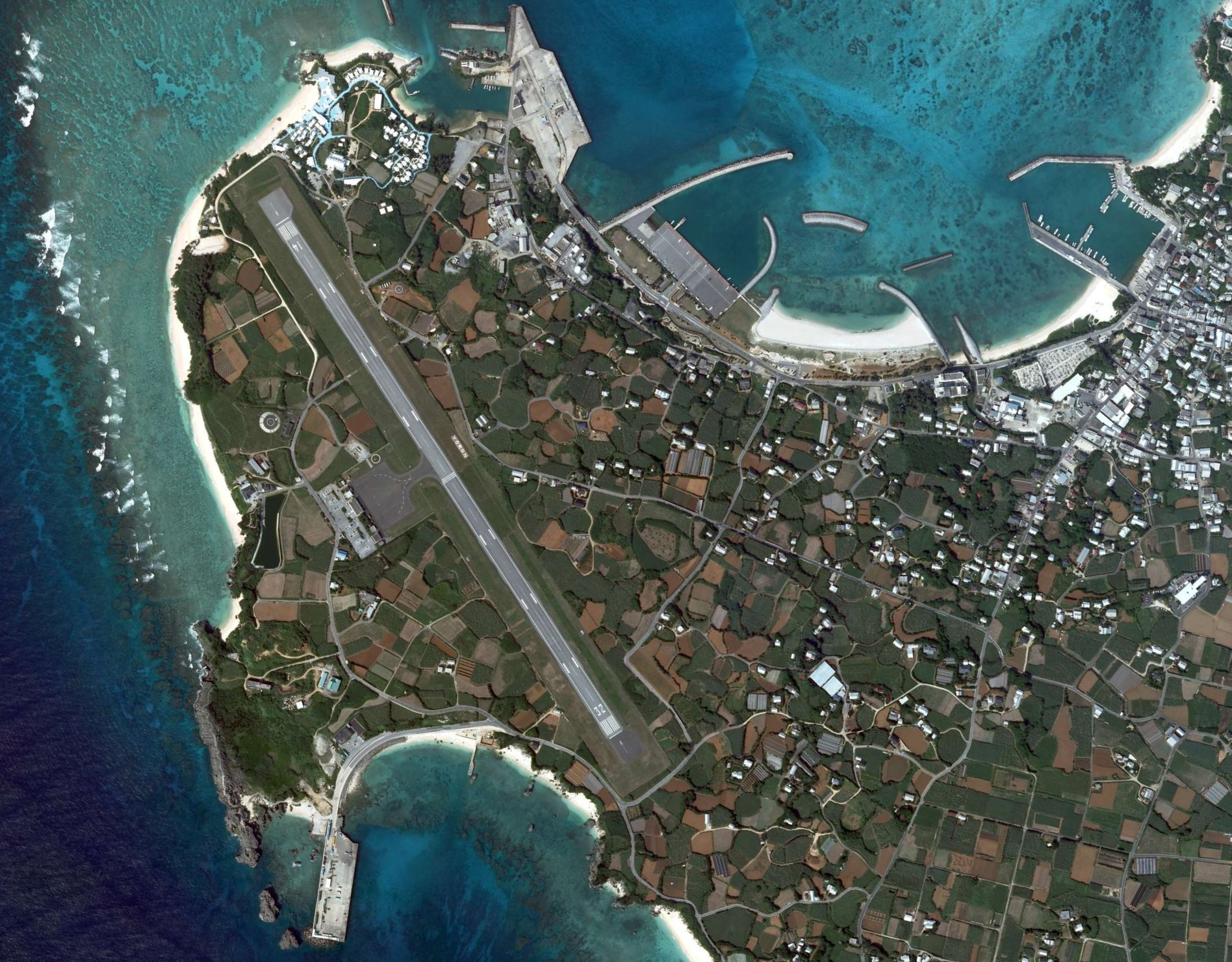
与論空港付近の空中写真。（2008年撮影）
周囲に多数見えるクレーター状の窪地はカルスト地形のドリーネ。

島西部に位置しており、島の中心である茶花集落や与論港フェリーターミナルも近い。ただし接続する路線バス等の交通機関は一切なく、移動には車が必要となる。

## 統計
年間利用客数は
- 2019年暦年（1月 - 12月）は合計78,227人[1]。

- 2019年度（4月 - 翌3月）は合計75,484人[1]。

| 暦年   | 着陸数(回) | 利用人数(人) |
| ------ | ---------- | ------------ |
| 2001年 | 1,906      | 72,751       |
| 2002年 | 1,847      | 68,664       |
| 2003年 | 1,873      | 73,133       |
| 2004年 | 1,773      | 69,993       |
| 2005年 | 1,767      | 67,801       |
| 2006年 | 1,664      | 65,304       |
| 2007年 | 1,634      | 65,083       |
| 2008年 | 1,660      | 67,387       |
| 2009年 | 1,633      | 62,675       |
| 2010年 | 1,598      | 60,191       |
| 2011年 | 1,439      | 59,437       |
| 2012年 | 1,454      | 61,376       |
| 2013年 | 1,423      | 65,997       |
| 2014年 | 1,411      | 65,983       |
| 2015年 | 1,453      | 77,875       |
| 2016年 | 1,466      | 84,628       |
| 2017年 | 1,597      | 88,591       |
| 2018年 | 1,450      | 82,405       |
| 2019年 | 1,493      | 78,227       |

## 沿革
- 1976年5月1日 - 第三種空港として供用開始[2]。
- 2005年5月12日 - ボンバルディア Q400就航に向けた強度強化滑走路の供用開始[2]。ただし滑走路が1,200 mと短いため離陸重量の制限を行っている。このため定員一杯の搭乗は不可能で、座席指定についても重量バランスの関係で制限がある。

## 施設

### 旅客ターミナルビル
ターミナル内には総合案内所のほか売店と軽食レストランがある。
駐車場は利用時間が決まっており、90台収容可能。災害等緊急時の避難場所にもなっている。
また、貸会議室やレンタカー案内所がある。
バリアフリー設備は、ビル内のトイレの車いす対応、駐車場の身障者専用駐車スペースがある。駐車場から航空機までは車いすで移動できる。
2020年9月時点。
- ブルースカイ（飲食店）
- 南商事株式会社（物販店）

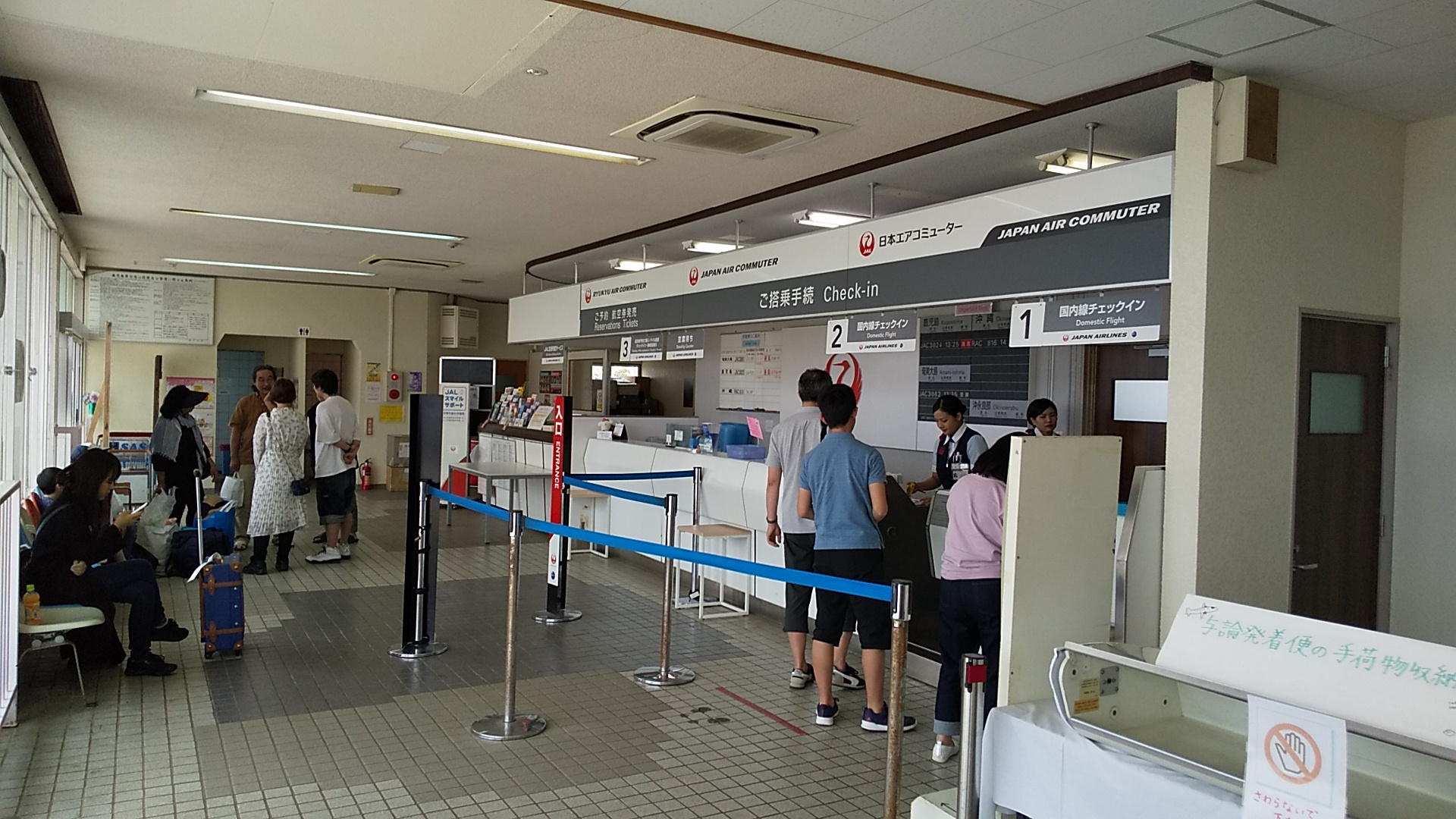
カウンター写真
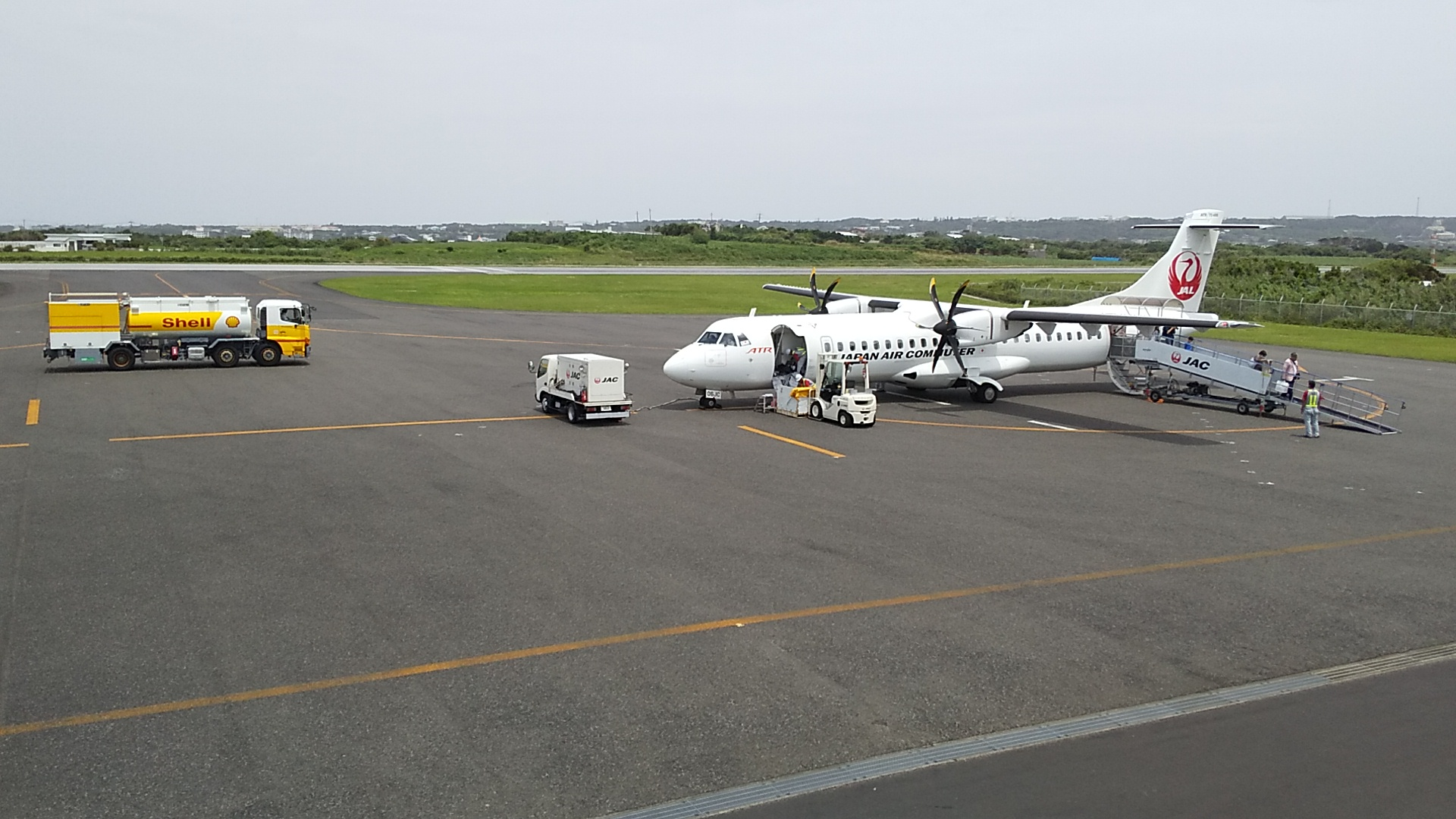
駐機場
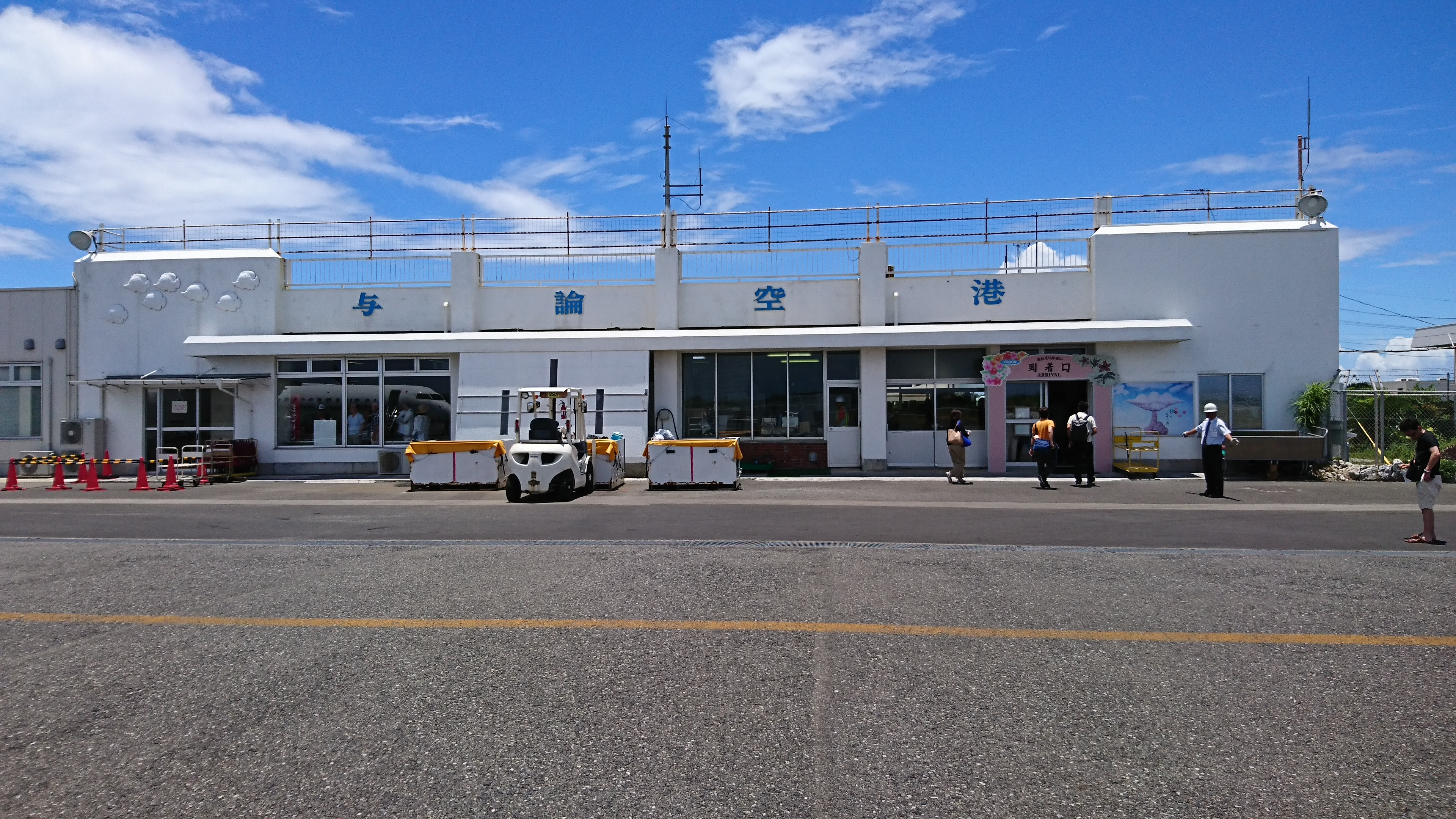
空港制限区域側

### その他の施設

#### 航空関連民間事業所[3]
- 株式会社奄美航空与論営業所（旅客取扱・貨物取扱）
- 大島石油株式会社（給油）
- 与論空港株式会社（総合案内所等各種サービス）

#### 行政機関・公共施設[3]
- 与論空港管理事務所（空港管理者・駐車場管理者）

## 路線
2022年10月時点。
- 日本航空（JAL）（日本エアコミューター（JAC）の機材・乗務員による運航[4]。）
  - 鹿児島空港[5][6]
  - 奄美空港[5]（奄美発片道のみ）[7][6]
  - 那覇空港（那覇行き片道のみ）[7]
- 琉球エアーコミューター（RAC）
  - 那覇空港[8]

RAC那覇空港便はJALマイレージバンクのマイル積算対象外となっていたが、2012年7月18日搭乗分からマイル積算の対象となり、同区間は73マイルとなる。
長年琉球エアーコミューターが就航する空港で沖縄県外に所在する空港は当空港と奄美空港だけであったが、2022年7月で奄美空港から撤退したため、与論空港が唯一の沖縄県外就航空港かつ最北端の就航空港となった。
日本エアコミューターは2020年10月25日より、親会社の日本航空（JAL）との運送の共同引受開始に伴い、搭乗案内では便名が「JAC/JC」から「JAL/JL」に変更・統一された。ただし、運航は引き続き日本エアコミューターが担当する。

## アクセス
- 茶花（島の中心地）より車で約5分。
  - 島内を走る南陸運の路線バスは空港に立ち寄らない。レンタカー、タクシー、宿泊先の送迎依頼などが必要になる。